# Майкъл Прескот
Майкъл Прескот (на английски: Michael Prescott) е популярният псевдоним на американскиия писател Дъглас Бортън (на английски: Douglas Borton), автор на произведения в жанра трилър, криминален роман, хорър и документалистика. Писал е и под псевдонимите Браян Харпър (на английски: Brian Harper) и Оуен Фъстърбъстър (Owen Fusterbuster).

## Биография и творчество
Майкъл Прескот, с рождено име Дъглас Чайлд Бортън-младши, е роден през 1960 г. в Пъсейик, Ню Джърси, САЩ, в семейството на Дъглас Чайлд Бортън-старши и на Дорис Ан Клийн. През 1981 г. завършва Уеслианския университет с бакалавърска степен по специалност „Филмография“.
Премества се в Лос Анджелис през 1981 г., където работи като автор на статии в списание на свободна практика, изследовател на архиви, редактор и пише сценарии за независими филмови продуценти.
През 1988 г. е издаден първият му роман, който е в хорър жанра. През 1992 г., под псевдонима Браян Харпър, започва да пише трилъри и криминални романи, чиито сюжети се развиват в Лос Анджелис или Аризона. Участва с разкази и в няколко антологии.
През 1999 г. започва да пише трилъри под псевдонима Майкъл Прескот, а първият му роман е „Мракът идва“. През 2011 г. започва да публикува романите си самостоятелно като електронни книги и става един от авторите на електронни книги бестселъри в САЩ.
Майкъл Прескот живее в Спринг Лейк, Ню Джърси.

## Произведения

### Като Майкъл Прескот

#### Самостоятелни романи
- Comes the Dark (1999)[1][2][3][4]
- Stealing Faces (1999)
- Last Breath (2001)
Последен дъх, изд.: „Унискорп“, София (2022), прев. Росица Златилова
- In Dark Places (2004)
В тъмните бездни, изд.: „Унискорп“, София (2020), прев. Надя Дашинова
- Riptide (2010)
- Grave of Angels (2012)
- Shatter (2013)
- Shadow Dance (2014)
- Manstopper (2014)
- Don't Touch (2021)

#### Поредица „Тес Маккалъм и Аби Синклер“ (Tess McCallum & Abby Sinclair)
1. The Shadow Hunter (2000)[1][2]
2. Next Victim (2002)
3. Dangerous Games (2005)
4. Mortal Faults (2006)
5. Final Sins (2007)

#### Поредица „Бони Паркър“ (Bonnie Parker)
1. Cold Around the Heart (2013)[1][2]
2. Blood in the Water (2014)
3. Bad to the Bone (2015)
4. Skin in the Game (2016)
5. Tears for the Dead (2018)
6. Hair of the Dog (2023)

#### Новели и разкази
- Chasing Omega (2013)[1]
- Hitman (2016)
- A Straw in the Wind (2016)
- The Street (2017)
- Die Wide Awake (2017)
- She Who Scratches (2020)
- A Death in Dogtown (2021)

#### Сборници
- Steel Trap (2013)[1]
- No Thru Traffic (2020)

#### Документалистика
- The Far Horizon (2021)[1]
- Life & Afterlife (2023)

### Като Дъглас Бортън

#### Самостоятелни романи
- Manstopper (1988)[1][2][3]
- Dreamhouse (1989)
- Deathsong (1989)
- Kane (1990)
- Shadow Dance (1991)
- Last Kiss (1999)

### Като Браян Харпър

#### Самостоятелни романи
- Shiver (1992)[1][2]
- Shudder (1994)
- Shatter (1995)
- Deadly Pursuit (1995)
- Blind Pursuit (1997)
- Mortal Pursuit (1997)

### Като Оуен Фъстърбъстър
- Die Stupid (2011/2014|